# René Wellek
René Wellek, född 22 augusti 1903 i Wien, Österrike-Ungern, död 10 november 1995 i Hamden, Connecticut, var en tjeckisk-amerikansk litteraturkritiker. Han var en av ledarna för Pragskolan. Han var professor vid University of Iowa och senare vid Yale University. Genom Welleks försorg spreds Pragskolans tankegods till bland annat USA och Storbritannien.
Wellek tilldelades Tomáš Garrigue Masaryk-orden år 1995.